# Bunkerlader

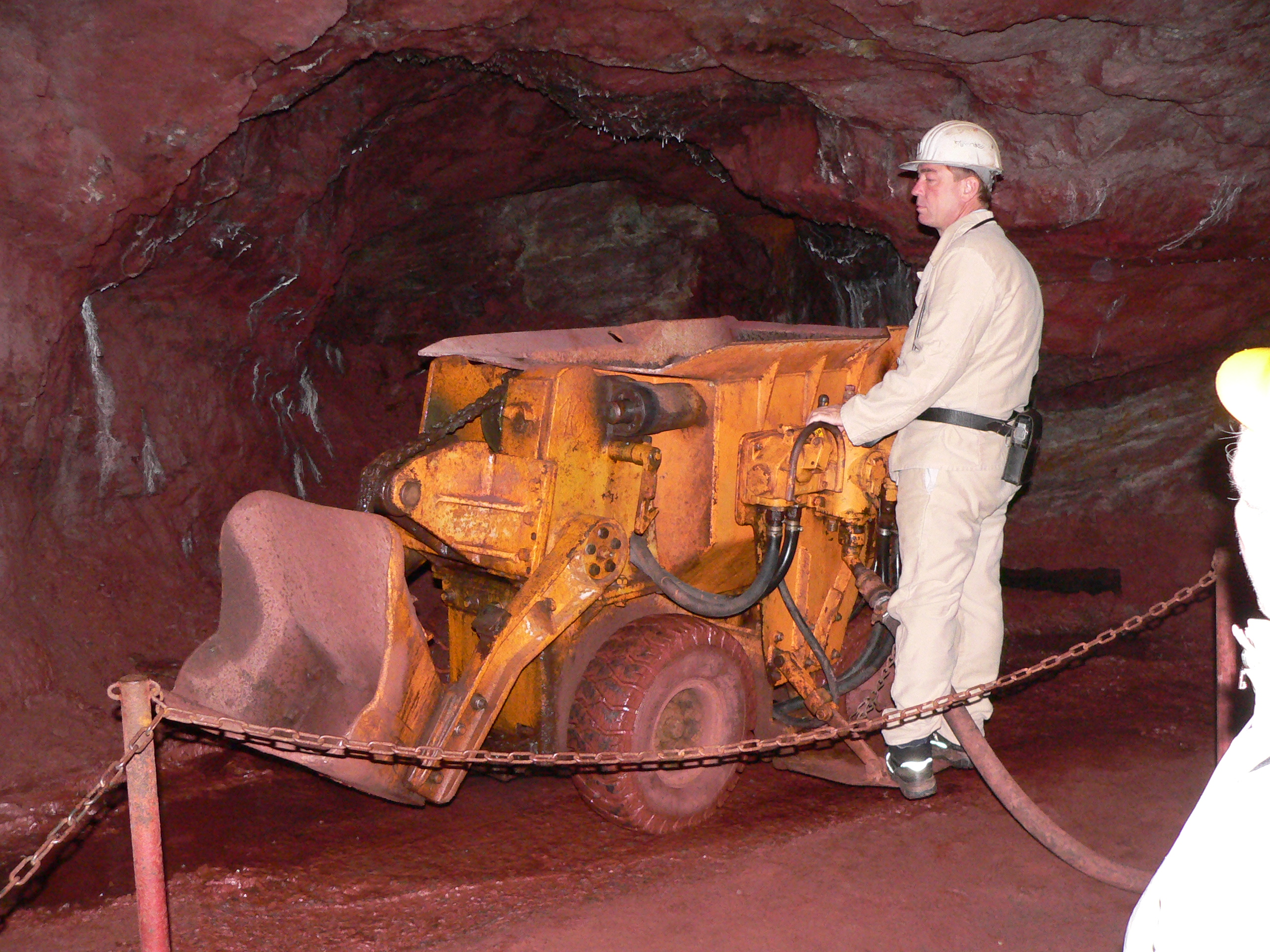
Bunkerlader im Einsatz

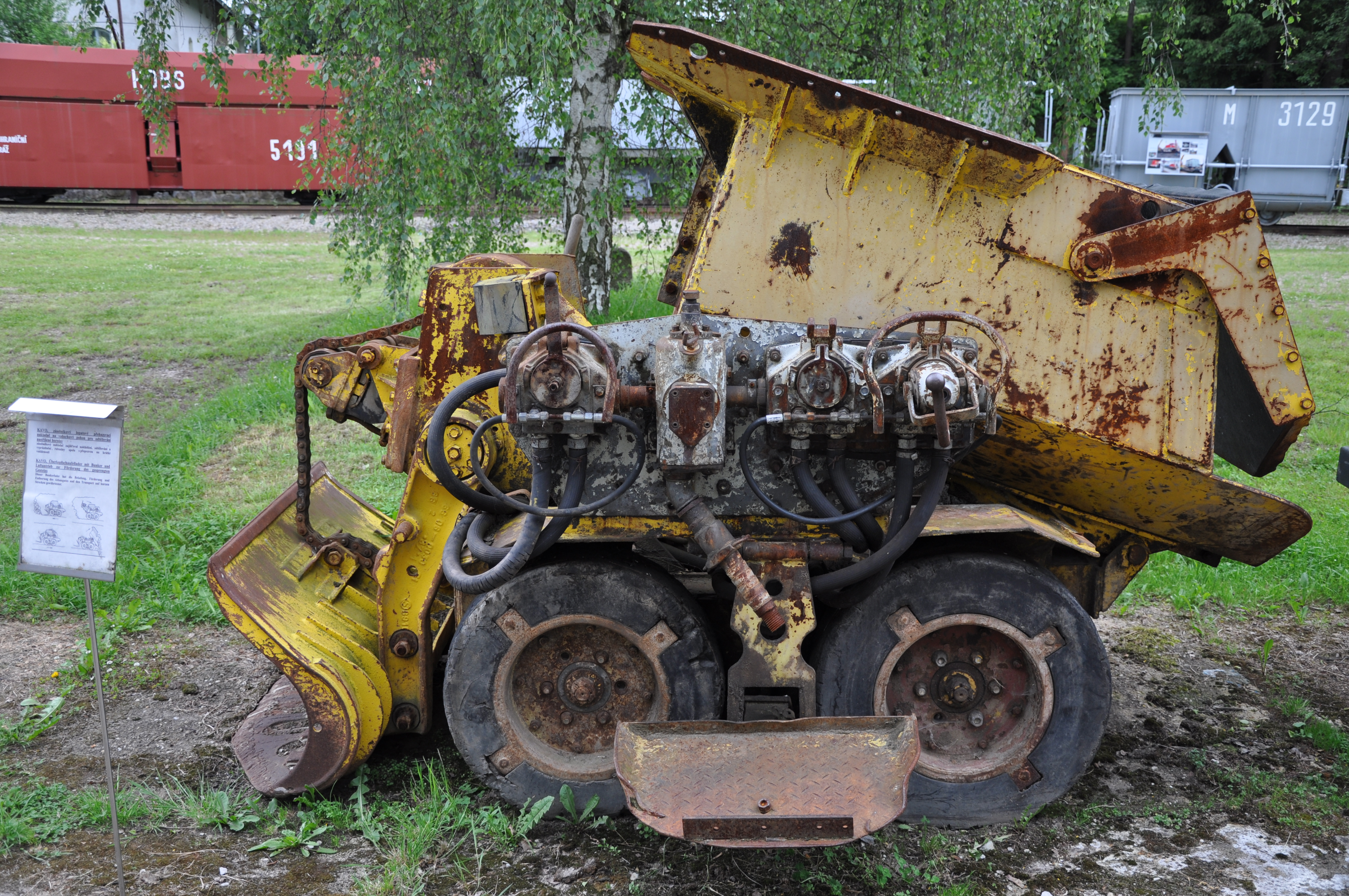
Cavo mit teilweise angehobener Mulde

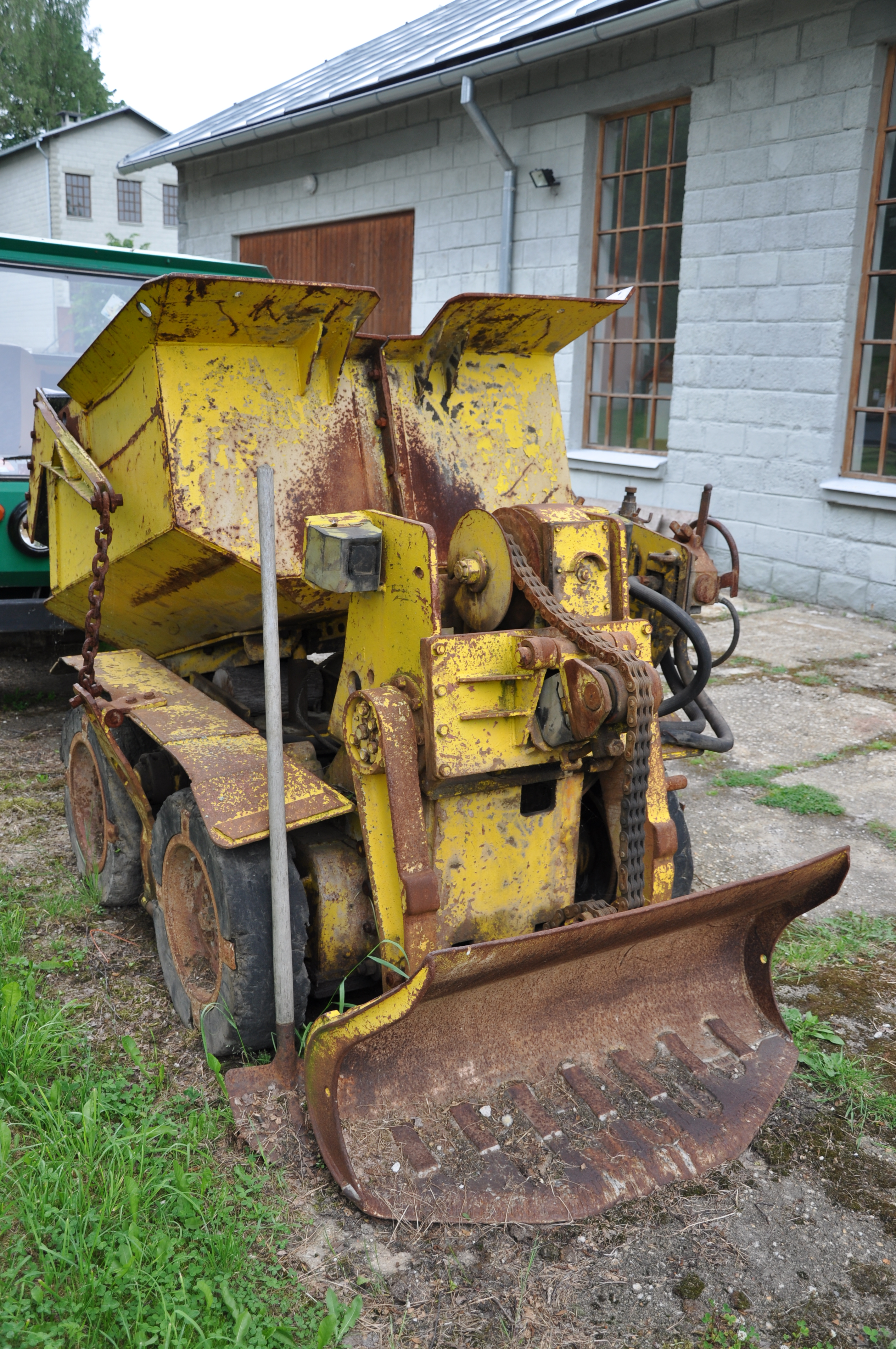
Frontansicht

Ein Bunkerlader ist eine bergbauliche Lade- und Transportmaschine. Er gehört zu den gleislosen Fördermitteln. Bunkerlader werden hauptsächlich im Erzbergbau eingesetzt. Sie eignen sich besonders für den Einsatz bei kurzen Förderentfernungen und mittleren Querschnitten, in denen Fahrlader nicht eingesetzt werden können.

## Aufbau
Der Bunkerlader besteht aus dem Fahrgestell, der Ladeschaufel und der Kippmulde – dem Bunker. 
Es gibt druckluftbetriebene und (in geringerem Maße) elektrobetriebene Bunkerlader. Der Anschluss an die Druckluftleitung bzw. das Stromnetz schränkt die Reichweite des Bunkerladers auf die Länge des Anschlussschlauches bzw. -kabels ein.
Als Fahr- und Hubmotor dient je ein Druckluftmotor, in der Regel ein Kolbenmotor. Der Fahrmotor (bei größeren Bunkerladern einer pro Achse) wirkt direkt auf die Antriebsachse. Die Räder sind vollgummibereift. Der Hubmotor (meistens ein Flügelzellenmotor) wirkt wie beim gleisgebundenen Wurfschaufellader auf eine Gliederkette, die die Ladeschaufel anhebt. 
Die Mulde wird mit einem Druckluftzylinder gekippt. Sie verfügt über eine selbsttätig öffnende Rückwand. 
Die Steuerhebel befinden sich an der Seite des Laders. Für den Hauer steht ein Trittbrett zur Verfügung.
Alternativ kann es Varianten mit Kabelfernsteuerung geben. Hier befindet sich der Hauer, außer beim Kippen, hinter dem Lader.

## Arbeitsweise
Die Arbeitsweise des Bunkerladers entspricht dem Load-Haul-Dump-Prinzip, mit der Einschränkung der Reichweite aufgrund der externen Energieversorgung.
Der Hauer fährt den Bunkerlader mit der Ladeschaufel in das Haufwerk und befördert die Schaufelfüllung durch betätigen des Hubmotors in den Bunker. Diese wird solange wiederholt, bis der Bunker voll ist. Die Haufwerksaufnahme wird dabei durch mehrfaches Vor- und Zurücksetzen sowie schräges Anfahren des Haufwerks unterstützt. Anschließend fährt er den Bunkerlader – bei kurzen Strecken rückwärts – bis zum Rollloch und kippt den Bunkerinhalt hinein.
Die Rolllöcher verfügen über einen Anfahrschutz, einen Abdeckrost oder beides. 

## Geschichte
Die ersten Bunkerlader wurden 1970 von Atlas-Copco entwickelt und unter dem Namen Cavo vertrieben. Die in der DDR hergestellten Bunkerlader ähneln den Cavos sehr.